# Камара, Эжен
Эжен Камара (фр. Eugène Camara; 21 января 1942, Нзерекоре, Гвинея — 22 ноября 2019, Каир, Египет) — гвинейский государственный и политический деятель, премьер-министр Гвинеи в 2007 году.

## Политическая карьера
Камара был назначен премьер-министром президентом Лансаной Конте 9 февраля 2007 года после всеобщей забастовки в январе, закончившейся тем, что Конте согласился назначить нового премьер-министра, который станет главой правительства. Должность премьер-министра оставалась вакантной после увольнения Селу Далейн Диалло в апреле 2006 года; до Камары премьер-министры Гвинеи не были главами правительства.
Назначение Камары, члена правящей Партии единства и прогресса, не понравилось оппозиции, которая отвергла Камару как человека старого истеблишмента. После его назначения в нескольких частях страны вспыхнули беспорядки. Профсоюзы возобновили забастовку 12 февраля, и в тот же день Лансана Конте объявил военное положение. 20 февраля предложение оставить Камару на посту премьер-министра на три месяца в качестве испытательного срока было отклонено профсоюзами. 25 февраля было объявлено, что Конте согласился назначить нового премьер-министра из списка лиц, выбранных профсоюзами и представителями гражданского общества, и профсоюзы заявили, что забастовка закончится 27 февраля. 26 февраля Конте выбрал нового премьер-министра — Лансану Куяте. 1 марта Камара присутствовал на церемонии принятия присяги Куяте, на которой Лансана Конте отсутствовал.
Умер 22 ноября 2019 года в Каире в возрасте 77 лет.